# Charles Vacquerie
Pour les articles homonymes, voir Vacquerie.
Charles Vacquerie, né à Nantes le 12 avril 1817 et mort noyé à Villequier le 4 septembre 1843, à 26 ans, était le gendre de Victor Hugo.

## Biographie
Issu d’une famille de pilotes et de pêcheurs en Seine, fils de Charles-Isidore Vacquerie (1779-1843), armateur au Havre, il est, en tant que fils aîné, destiné à poursuivre l’activité paternelle.
C’est par l’intermédiaire de son frère Auguste Vacquerie que Charles rencontre Victor Hugo. En effet, Auguste, élève au lycée Charlemagne de Paris, avait monté la pièce de théâtre Hernani pour ses camarades lors de la Saint-Charlemagne 1836, avec l’autorisation de l’auteur. Il en était venu peu à peu à fréquenter la maison de la Place Royale où résidait le poète.
À l’été 1838, la famille Hugo est invitée par les Vacquerie au Havre et à Villequier, où ils possèdent une maison familiale près du rivage de la Seine, embellie au début du XIXe siècle (devenue musée départemental depuis 1951). C’est lors de ce séjour que Léopoldine, fille aînée de Victor Hugo et Charles Vacquerie, se rencontrent. Les deux jeunes gens envisagent de se marier dès l’année suivante. Cependant, plusieurs deuils dans la famille Vacquerie retardent l’accomplissement de ce désir. Par ailleurs, ce temps permet à Adèle Foucher, l’épouse du poète, de préparer peu à peu celui-ci à l’éloignement de sa fille très aimée qu’implique ce mariage. Léopoldine n’a que seize ans en 1840. Le mariage est finalement célébré le 15 février 1843.
Le jeune couple séjourne à Villequier à partir du 2 septembre 1843. Deux jours plus tard, ils  embarquent dans un canot de course que son oncle Pierre Vacquerie (1781-1843) venait de faire construire, afin d'arriver par la Seine, pour rendre visite à Maître Bazire, notaire de Caudebec. 
Au retour, un brusque coup de vent fait chavirer le canot en amont de Villequier et emporte Léopoldine, Charles, Pierre Vacquerie et le jeune fils de celui-ci, Arthur (1832-1843), onze ans, sous les yeux de Madame Vacquerie, qui les attendait munie d'une longue-vue.  
Seul Charles parvient à se dégager. Excellent nageur,, il tente par six fois de plonger pour ramener son épouse à la surface mais n’y parvient pas et la rejoint dans la mort. Aucun des passagers ne survit. 
Les deux familles décident de les inhumer dans le même cercueil, au cimetière de Villequier.
Le 4 octobre 1847, à Jersey, Victor Hugo consacre un poème à son gendre, publié en 1856 dans Les Contemplations, Livre Quatrième (Pauca Meae), pièce XIV. Victor Hugo a modifié la date en "3 septembre" (veille de l’anniversaire de la mort de sa fille).